# دومينيك فان ديك
دومينيك فان ديك (بالهولندية: Dominique van Dijk)‏ مواليد 5 سبتمبر 1979، هو لاعب كرة قدم هولندي يشغل مركز وسط ميدان، و هو نجل المدرب جان فان ديك، و أخ الاعب غريغور فان ديك.

## روابط خارجية
- Dominique van Dijk profile on VI.nl (بالهولندية)